# Euxoa plagigera
Euxoa plagigera là một loài bướm đêm trong họ Noctuidae.